# Anong (langue)
Pour les articles homonymes, voir Anong.
L'anong (ou nung, en chinois 啊侬 Anóng) est une langue tibéto-birmane parlée dans le nord-ouest du Yunnan en Chine.
C'est une langue tonale à 4 tons.

## Répartition géographique
Les Anong vivent essentiellement dans quatre communes du xian de Fugong situé dans la Préfecture autonome lisu de Nujiang. Ils font partie, en Chine, de la nationalité nu. Il est souvent dit que des Anong vivent en Birmanie, à la frontière chinoise, mais les informations manquent pour établir ce fait.

## Classification interne
Au sein du tibéto-birman, l'anong fait partie des langues nung, aux côtés du drung et du rawang. Sun et Liu (2009) considèrent que l'anong, le drung et le rawang font partie des langues jinghpo.

## Sources
- (en) Sun Hongkai, Liu Guangkun, 2009, A Grammar of Anong. Language Death Under Intense Contact, Leyde, Brill.